# منتخب الأردن لكرة السلة للسيدات
منتخب الأردن الوطني لكرة السلة للسيدات هو فريق يمثل الأردن في العالم لكرة السلة للمسابقات النسائية .

## بطولة آسيا
لعبت الأردن في بطولة آسيوية واحدة ، حيث احتلت المركز الحادي عشر في بطولة ABC للسيدات عام 1995. 

## بطولات عربية
احتل فريق الأردن للسيدات المركز الثالث في بطولتين ، الأولى في عام 1999 استضافتها عمان، الأردن . والثاني في عام 2011 الذي عقد في قطر. 